# Corriente del Golfo

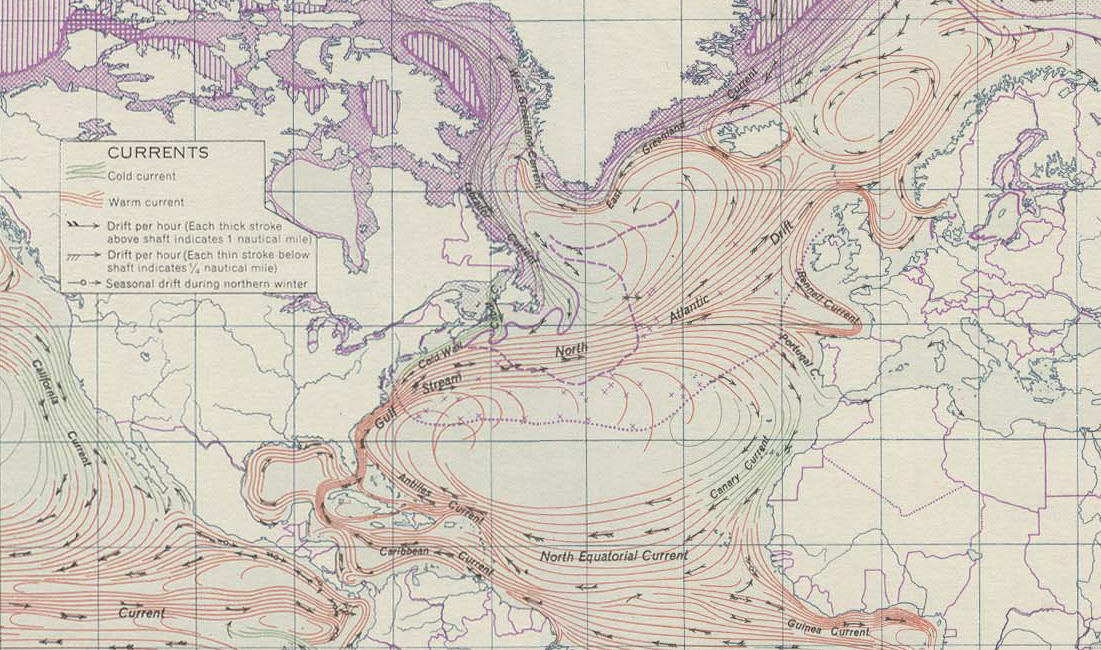
La corriente del Golfo mostrando su efecto en las costas occidentales de Europa.

La corriente del Golfo es una corriente oceánica cálida y rápida del océano Atlántico que se origina en el golfo de México; se extiende hasta las proximidades del extremo sur de la península de la Florida y sigue las costas orientales de Estados Unidos y Terranova antes de cruzar el océano Atlántico como la corriente del Atlántico Norte. Es una corriente superficial (por la temperatura cálida de sus aguas) y disminuye gradualmente en profundidad y velocidad hasta prácticamente anularse a unos 100 m, cota donde la influencia del calentamiento por los rayos solares desaparece en la práctica. Tiene una anchura de más de 1000 km en gran parte de su larga trayectoria, lo que da una idea aproximada de la enorme cantidad de energía que transporta y de las consecuencias tan beneficiosas de la misma. Se desplaza a 1,8 m/s aproximadamente y su caudal es enorme: unos 80 millones de m³/s.
El clima del noroeste de Europa es más cálido que el de otras zonas de latitud similar debido, al menos en parte, a la fuerte corriente del Atlántico Norte,que forma parte del giro del Atlántico Norte. Su presencia ha propiciado el desarrollo de fuertes ciclones de todo tipo, tanto en la atmósfera como en el océano. También determina en buena parte la flora y la fauna marina de los lugares por los que pasa (por ejemplo, los artrópodos y cefalópodos abundan más en las costas de Galicia que en las del País Vasco, donde su influencia es menor).
Es provocada por la acción combinada del movimiento de rotación terrestre (y en menor grado el de traslación) y de la configuración de las costas tanto americanas como europeas.

## Descripción
La corriente del Golfo se forma en el golfo de México (de ahí su nombre) desde donde sale al Atlántico por el estrecho de Florida. Es la corriente de borde oeste de la circulación anticiclónica del Atlántico norte. El punto donde termina ha sido motivo de controversia, pero se considera que la corriente del Golfo propiamente dicha finaliza a aproximadamente 40°N y 50°O donde el flujo no cesa sino que sus aguas cálidas y saladas siguen fluyendo por un lado hacia el norte, en la corriente del Atlántico Norte (también llamada deriva del Atlántico Norte) y la corriente de Noruega que la prolongan, y por otro lado hacia el sur vía la corriente de las Islas Canarias.

## Efectos sobre el clima
La corriente del Golfo influye en el clima de las zonas costeras de la costa este de Estados Unidos, desde Florida hasta el sureste de Virginia (cerca de los 36° de latitud norte), y, en mayor medida, en el clima del noroeste de Europa. Existe consenso en que el clima del noroeste de Europa es más cálido que el de otras zonas de latitud similar debido, al menos en parte, a la fuerte corriente del Atlántico Norte,que forma parte del giro del Atlántico Norte. Su presencia ha propiciado el desarrollo de fuertes ciclones de todo tipo, tanto en la atmósfera como en el océano.
La posibilidad de un colapso de la Corriente del Golfo ha sido tratada en algunas publicaciones. El Sexto Informe de Evaluación del IPCC abordó esta cuestión de forma específica y concluyó que, según las proyecciones de los modelos y los conocimientos teóricos, la Corriente del Golfo no se detendrá en un clima cálido.Aunque se espera que la Corriente del Golfo se ralentice a medida que se debilite la Circulación de vuelco meridional del Atlántico (AMOC), no se colapsará, incluso si la AMOC se colapsara.Sin embargo, esta ralentización tendrá efectos significativos, incluyendo un aumento del nivel del mar a lo largo de la costa norteamericana, una reducción de las precipitaciones en las latitudes medias, cambios en los patrones de fuertes precipitaciones alrededor de Europa y los trópicos, y tormentas más fuertes en el Atlántico Norte.

### Efecto en la formación de ciclones

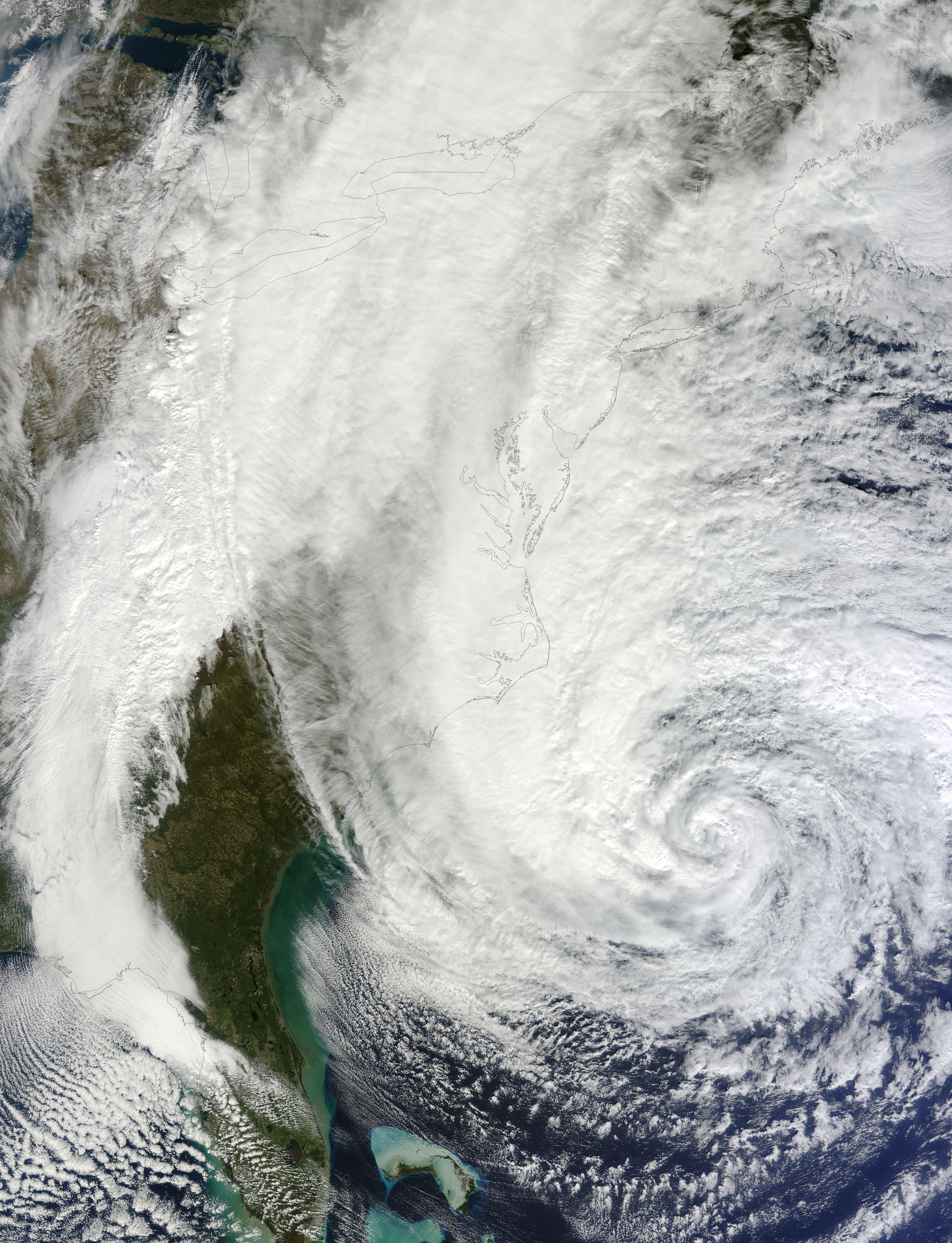
El huracán Sandy de 2012

El agua cálida y el contraste de temperaturas a lo largo del borde de la corriente del Golfo suelen aumentar la intensidad de los ciclones, tropicales o no. La formación de ciclones tropicales requiere normalmente temperaturas del agua superiores a 26,5 °C. La formación de ciclones tropicales es frecuente sobre la corriente del Golfo, especialmente en julio. Las tormentas viajan hacia el oeste a través del Caribe y luego se mueven en dirección norte y se curvan hacia la costa este de Estados Unidos o permanecen en una trayectoria hacia el noroeste y entran en el Golfo de México. Estas tormentas tienen el potencial de crear fuertes vientos y grandes daños en las zonas costeras del sureste de Estados Unidos. El huracán Sandy de 2012 fue un ejemplo reciente de un huracán que siguió la corriente del Golfo y ganó fuerza.
Se ha demostrado que los ciclones extratropicales fuertes se profundizan significativamente a lo largo de una zona frontal poco profunda, forzados por la Corriente del Golfo, durante la estación fría.Los ciclones subtropicales también tienden a generarse cerca de la Corriente del Golfo. Alrededor del 75% de estos sistemas documentados entre 1951 y 2000 se formaron cerca de esta corriente de agua cálida, con dos picos anuales de actividad durante mayo y octubre.Los ciclones dentro del propio océano se forman bajo la Corriente del Golfo, extendiéndose hasta 3.500 m de profundidad bajo la superficie del océano.

### De Franklin al

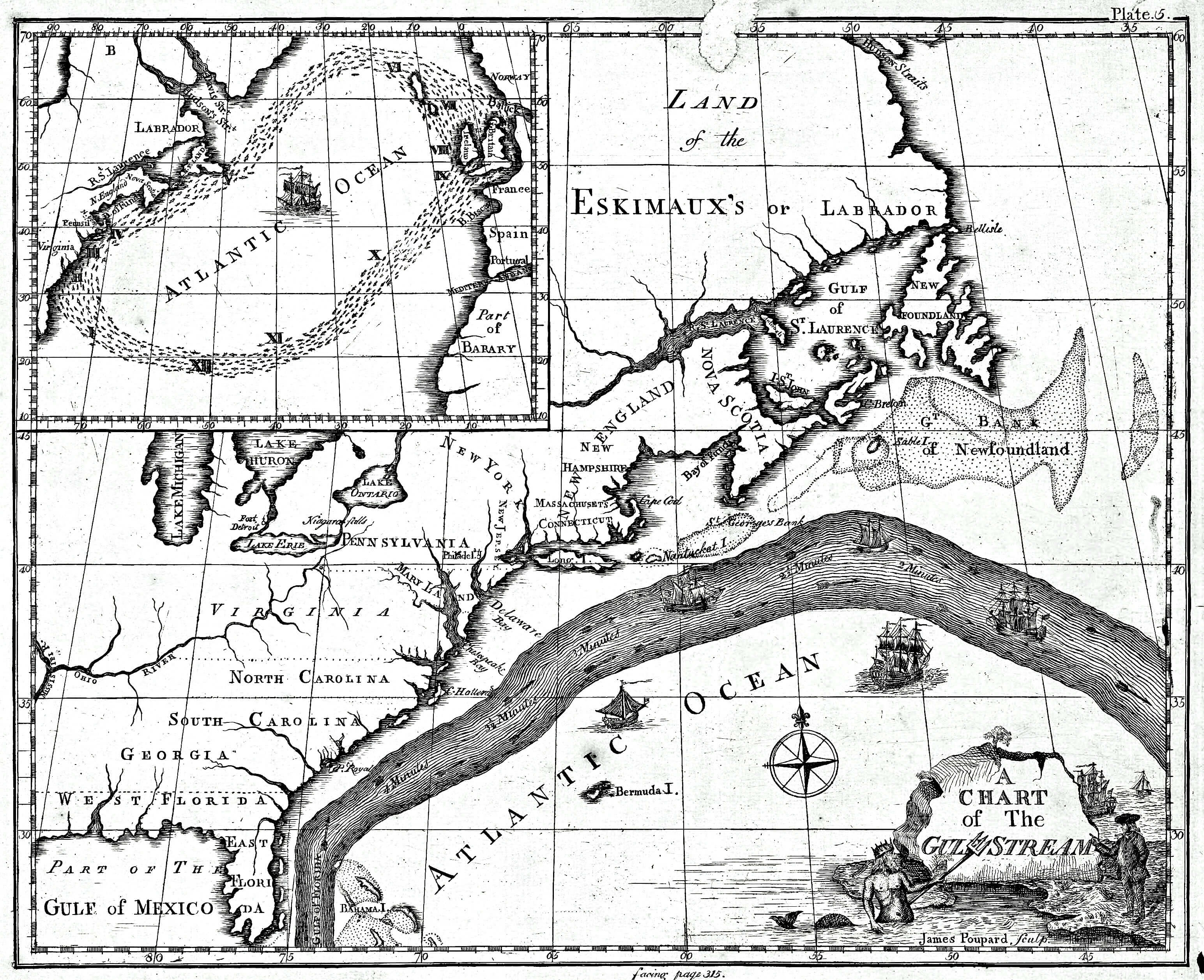
Mapa de Benjamín Franklin de la corriente del Golfo.

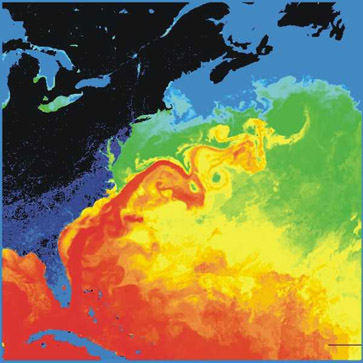
Mapa por satélite de la temperatura superficial del océano Atlántico Norte.